# DIAL
Pour le protocole informatique DIAL, voir Discovery and Launch.
DIAL (contraction de Diamant et Allemand), également appelé DIAL/WIKA (WIKA acronyme de Wissenschaft Kapsel c'est-à-dire capsule scientifique), est le second satellite artificiel réalisé par l'Allemagne. Ce satellite scientifique développé dans le cadre d'un accord de coopération avec l'agence spatiale française, le CNES, est lancé le 10 mars 1970 par une fusée Diamant B depuis la base de lancement de Kourou. Le lanceur embarquait également une capsule technologique MIKA destinée à mesurer les performances de la fusée durant son vol. Malgré un temps de développement particulièrement court, WIKA, qui devait fonctionner durant 26 jours, a transmis des données scientifiques de valeur sur la haute atmosphère durant 2 mois. Le module MIKA a été victime dès le début du lancement d'une défaillance due aux vibrations du lanceur.

## Contexte et objectifs
En janvier 1969, un accord de coopération est signé entre les agences spatiales française (CNES) et allemande (DFVLR). Le CNES fournit un lanceur Diamant-B, dont c'est le premier vol, tandis que l'Allemagne développe le  satellite. Le temps de développement est  très court (13 mois) et l'orbite est imposée. Il s'agit du deuxième satellite allemand. Une charge utile double (WIKA et MIKA) est développée par l'industriel Junkers :    
- WIKA a pour objectif d'étudier les variations dans le temps et l'espace de la densité des électrons de la haute atmosphère et l'intensité du rayonnement Lyman-alpha dans la Geocorona.
- La capsule technologique MIKA doit mesurer les performances du lanceur Diamant B dont c'est le premier vol.

## Le satellite scientifique DIAL/WIKA
WIKA est un satellite d'une masse de 63 kg formé d'une base ayant la forme d'un prisme octogonal large de 8 cm pour une hauteur de 43 cm surmonté d'un cylindre de 31,5 cm de diamètre pour une hauteur de 57,8 cm. L'énergie est fournie par des batteries rechargées par deux panneaux solaires. Le satellite embarque 4 instruments : un magnétomètre, un détecteur de particules à haute énergie, un photomètre alpha pour la geocorona et une sonde d'impédance. Les données sont transmises en temps réel car il n'existe pas de système d'enregistrement à bord

## La capsule technologique DIAL/MIKA
la capsule technologique DIAL/MIKA d'une masse de 40 kg est solidaire du 3e étage du lanceur. La capsule, qui ne devait fonctionner que durant le temps de vol du lanceur, avait une durée de vie limitée à une heure car elle était alimentée par une batterie et n'avait pas reçu d'isolation thermique permettant un séjour prolongé dans l'espace.

## Déroulement de la mission
Le lancement a lieu le 10 mars 1970. Il s'agit du premier tir de la deuxième version du lanceur Diamant. Le module MIKA est victime d'une défaillance due aux vibrations du lanceur entre la troisième et la dix-septième seconde. Le satellite scientifique fonctionne jusqu'au 20 mai. À la suite d'une défaillance des batteries, les émissions du satellite sont interrompues,. 